# Membranipora triangularis
Membranipora triangularis är en mossdjursart som beskrevs av Winston och Hakansson 1986. Membranipora triangularis ingår i släktet Membranipora och familjen Membraniporidae. Inga underarter finns listade i Catalogue of Life.